# Pierre Villaret
Pierre Villaret, né le 3 mars 1918 à Lausanne et mort le 28 août 2001, est un enseignant et botaniste vaudois.

## Biographie
Pierre Villaret fait toutes ses écoles dans sa ville natale. Après un baccalauréat latin-grec en 1937, il entreprend des études de sciences naturelles et obtient sa licence en 1941, avec cinq certificats : mathématiques générales, chimie, chimie physique, zoologie et botanique. Il devient alors l’assistant du professeur Arthur Maillefer jusqu’en 1944, puis passe l’année académique 1944-1945 à l'institut de géobotanique de l'école polytechnique fédérale de Zurich où, sous la direction du professeur Werner Lüdi, il se spécialise en géobotanique et en palynologie. À son retour à Lausanne, il est nommé préparateur (le poste de conservateur n’existait pas) au Musée botanique cantonal le 1er avril 1945. Sous la direction du professeur Maillefer, il entreprend alors une thèse consacrée à l’Étude floristique de la Vallée d’Anzeindaz, achevée en 1953, mais publiée en 1956 seulement.
Il est chargé, de 1954 à 1964, d’un cours de botanique systématique et pharmaceutique et d’un cours de phytogéographie à l'Université de Lausanne. Nommé professeur extraordinaire, puis directeur de l’Institut de botanique systématique en 1966, il devient enfin professeur ordinaire en 1972. Sa connaissance de la flore lui permet d’établir deux éditions de la Flore de la Suisse d’Auguste Binz et Edouard Thommen (1966 et 1976). Il apporte un soin particulier à ce travail de longue haleine, malgré de fortes contraintes éditoriales. Il voue une attention particulière à deux groupes difficiles – les Ptéridophytes et le genre Carex –, dont il revoit complètement les clés de détermination.
La carrière du professeur Villaret ne s’est pas déroulée qu’à l’Université. Parallèlement à son enseignement, il dirige la Thomasia, le jardin alpin de Pont de Nant dès 1961 ; il est conservateur du Musée botanique cantonal et responsable du jardin botanique de Lausanne. Il prendra la direction de ces deux institutions en 1967, lors de l’installation de l’herbier cantonal dans ses nouveaux locaux à Montriond. Pierre Villaret s’est entièrement consacré à la botanique et à la protection de la nature. Il a fondé le cercle vaudois de botanique en 1949; il l’a présidé de 1960-1964 et en a été élu membre d’honneur en 1979. Il est aussi un des membres fondateurs de l’Arboretum du Vallon de l’Aubonne, aujourd’hui érigé en Arboretum national. Il sera secrétaire de la Commission vaudoise pour la protection de la nature de 1954 à 1967 et siègera, de 1963 à 1967, à la Commission d’inventaire des paysages et des sites naturels d’importance nationale (CNP) et, de 1964 à 1967, au Conseil de la Ligue suisse pour la protection de la nature. Enfin, il fera partie de la Commission géobotanique suisse de 1954 à 1981. Il prend une retraite anticipée en 1981. L’Université le nomme alors professeur honoraire.

## Sources
- « Pierre Villaret », sur la base de données des personnalités vaudoises sur la plateforme « Patrinum » de la Bibliothèque cantonale et universitaire de Lausanne.
- Jean-Louis Moret (mars 2006), Olivier Robert, Francesco Panese, Dictionnaire des professeurs de l’Université de Lausanne dès 1890, Lausanne, 2000, p. 1279
- Jean-Louis Moret, "Pierre Villaret (1918-2001)", in Bulletin de la Société vaudoise de sciences naturelles, 87/4 (2001), p. 423-426
- Id., "Pierre Villaret (3 mars 1918 - 28 août 2001)", in Bulletin du Cercle vaudois de botanique, 31 (2002), p. 7-11